# Ramón Buxarrais Ventura
Ramón Buxarrais Ventura (Santa Perpetua de Moguda, 12 de diciembre de 1929) es un sacerdote católico español, que fue obispo de Zamora entre 1971 y 1973 y de Málaga desde 1973 hasta su renuncia en 1991.

## Biografía
Menor de cuatro hermanos, ingresó con doce años para realizar estudios eclesiásticos en el Seminario Conciliar de Barcelona y tras obtener la licenciatura en Teología por la Facultad de Teología de Sant Cugat del Vallés, fue ordenado presbítero en 1955.

### Presbítero
Ejerció como coadjutor en la parroquia de San Pío X de Barcelona y en la de Llissá de Munt, de la que también fue regente a partir de 1957.
En 1959 fue enviado a través del movimiento religioso catalán «Agernament», según unos, o a través de la Obra de Cooperación Sacerdotal Hispano Americana (OCSHA), según otros, a la diócesis de Antofagasta en Chile, donde ejerció como vicerrector y director del Instituto «Obispo Silva Lezaeta», coadjutor en la parroquia de Calama, en el norte minero del país, consiliario de la JOC y capellán de la prisión de la misma ciudad. Desde 1962 fue párroco de la parroquia del Buen Pastor de Antofagasta, vicario general de Pastoral de dicha diócesis, administrador apostólico de la prelatura nullius de Calama, sufragánea de Antofagasta, al crearse esta en julio de 1967, y al mismo tiempo párroco en San Juan Bautista de la misma población.
En 1967 ingresó en el monasterio trapense de Nuestra Señora de Azul en Argentina, pero la enfermedad le impidió desarrollar su vocación cisterciense.
Regresó a Barcelona, colaborando durante su convalecencia en la parroquia de Llinás del Vallés, al mismo tiempo que ampliaba estudios teológicos en la Facultad de Teología de Sant Cugat del Vallés. 
A partir de 1969 queda encargado como ecónomo de la parroquia de san Esteban de Granollers, siendo elegido arcipreste de la zona poco más tarde. 

### Obispo
El 19 de agosto de 1971 fue nombrado obispo de Zamora por el papa Pablo VI. Fue consagrado en la catedral de Zamora el 3 de octubre de 1971 por el nuncio Luigi Dadaglio y los arzobispos de Valladolid y de Barcelona Félix Romero Menjibar y Marcelo González Martín.
Dos años más tarde, el 14 de abril de 1973, el mismo papa, Pablo VI, lo nombra obispo de Málaga, diócesis de la que tomó posesión por poderes el 22 de junio siguiente y celebrando la primera misa en la catedral malagueña el 29 del mismo mes con asistencia de numerosas autoridades, sacerdotes y fieles tanto de Zamora como de Málaga. 
De su pontificado en Málaga destacan: la creación del Centro Diocesano de Teología para la formación de los seminaristas de la diócesis hoy convertido en el Instituto Superior de Ciencias Religiosas San Pablo; la labor de restauración del patrimonio artístico de la diócesis así como la organización del Museo Diocesano de Arte Sacro y la apertura al público de los archivos de la diócesis; la venta de propiedades de la Iglesia, destinando los fondos obtenidos a la concesión de préstamos sin interés a cooperativas; las críticas llevadas a cabo a través de pastorales y otros medios a actuaciones de banqueros, periodistas y políticos, así como al despilfarro de las fiestas en Marbella que calificó de «provocativas y humillantes».
En la Conferencia Episcopal Española fue miembro de la Comisión Episcopal de Misiones (1972-1978), de la Comisión Episcopal del Clero (1978-1981 y 1984-1990) y de la Comisión Episcopal de Medios de Comunicación Social (1981-1987).
Tras dieciocho años de pontificado en Málaga, renunció a la mitra el 11 de septiembre de 1991 alegando razones de salud, cansancio físico y otras personales.
A partir de esta fecha se instaló en Melilla, donde atiende como capellán al centro asistencial «La Gota de Leche» de las Hijas de la Caridad y es responsable de Pastoral en el centro penitenciario de la ciudad, así como consiliario del Voluntariado de Prisiones, organización que él mismo creó. Igualmente fue el creador de la ONG INSONA (Iniciativas Sociales de Nador), para promoción cultural de mujeres y jóvenes en la ciudad marroquí.

## Obra
- Cartas a Valerio (1992);
- Buxarrais: Confesiones de un obispo que no quiso serlo (1992);
- Elisenda, vocación de ser raíz (1993),
- Las siete palabras de Ramón Buxarrais (1995);
- Leer la vida. Cosas de niños, ancianos y presos (1995);
- Desde lo oscuro al alba. Sonetos para orar (prólogo y comentarios a cada poema) (1996),
- La osadía de un hombre débil.

## Distinciones
Miembro numerario de la Real Academia de Bellas Artes de San Telmo.
En 2005 la Dirección General de Instituciones Penitenciarias concedió a Ramón Buxarrais la Medalla de Plata al Mérito Social.
A propuesta de la parroquia de San Ramón Nonato de Málaga, el ayuntamiento dedicó en 2014 una calle de la barriada de Cortijo Alto al obispo Buxarrais.
Miembro de honor del Sindicato Nacional de Escritores Españoles, del que procede la actual Unión Nacional de Escritores de España. 